# AirTrain JFK

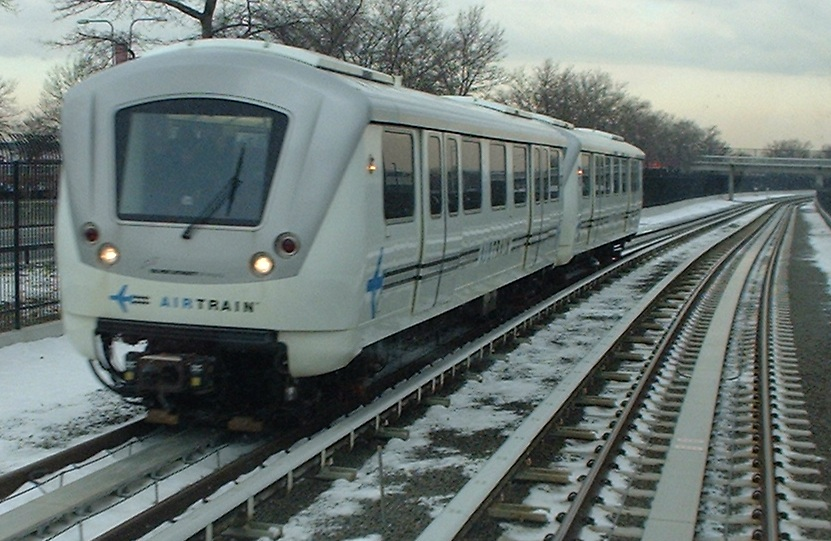
AirTrain JFK em operação durante dia de inverno

AirTrain JFK é um sistema de transporte por trilhos que faz a ligação entre o Aeroporto Internacional John F. Kennedy e a área central da cidade de Nova Iorque.

## Características

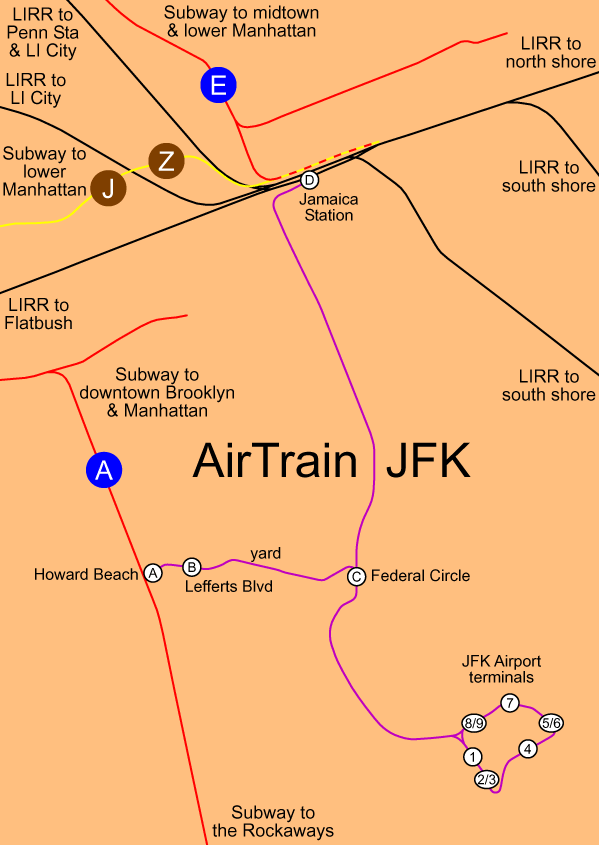
Mapa das áreas atendidas pelo sistema

Medindo 13 km, este sistema de trens permite que os passageiros façam uma transferência de forma rápida entre a cidade de Nova Iorque e o Aeroporto JFK.
O sistema também faz a ligação interna entre os diferentes terminais do aeroporto, visto que, devido a sua grande extensão, seria um trajeto inviável de ser realizado a pé, sobretudo por passageiros portando malas de viagem e outros itens de bagagem.
Sua operação é feita pela Port Authority of New York and New Jersey,, instituição que também opera o AirTrain Newark, sistema similar que atende o Aeroporto de Newark.